# L'altra faccia dell'amore
L'altra faccia dell'amore (The Music Lovers) è un film del 1970 diretto da Ken Russell.
La pellicola è ispirata alla vita del musicista russo Pëtr Il'ič Čajkovskij.
La colonna sonora è eseguita dalla London Symphony Orchestra diretta da André Previn.

## Trama
Pëtr Il'ič Čajkovskij, giovane insegnante presso il Conservatorio di musica di Mosca, esegue per la prima volta un suo concerto per pianoforte e orchestra in una sala gremita di studenti, di membri della "Società di musica" e di persone che abitualmente lo attorniano. Mentre il pubblico reagisce con entusiasmo, Rubinštejn, direttore del Conservatorio e nume tutelare del giovane, si esprime viceversa con molta severità. Il compositore reagisce in malo modo rifiutando i consigli del maestro e suscitando la riprovazione dell'illustre direttore; ma in suo soccorso interviene una ricchissima vedova ammiratrice del geniale talento del musicista, Nedeshda Von Meck, la quale gli assicura un vitalizio a condizione che si dedichi esclusivamente alla composizione, però senza mai vedersi o incontrarsi.
Pëtr invia anche proprie musiche alla mecenate e intrattiene con lei una fitta corrispondenza, sempre mai frequentandosi di persona; "madame" desidera essere sempre la prima a conoscere ogni sua composizione, divenendo la confidente privilegiata. Nel frattempo Pëtr conduce una vita privata libertina, nella quale fanno spicco la sorella Sasha ed il conte Anton Shilovsky, un personaggio amorale e assai portato a fare baldoria ed approfittarsi di Pëtr, che si è infatuato di lui. Pëtr da piccolo assisté alla morte della madre affetta da colera;  rimedio estremo quanto spesso vano all'epoca era di immergere in una vasca di acqua bollente l'ammalato. La scomparsa materna turbò irrimediabilmente il piccolo Pëtr per tutto il resto della sua vita.
Nella disperata ricerca di un equilibrio spirituale, Pëtr accetta l'offerta appassionata di un'avventuriera, Antonina Ivanovna Miljukova, che sposa contro il parere di tutti, ma che abbandona dopo poche settimane di vita in comune, poiché, nonostante ogni tentativo possibile l'amore non viene consumato per il complesso di Edipo che lo affligge, portando alla più disarmante disperazione entrambi i coniugi. Ancora una volta la von Meck lo soccorre, ospitandolo in una sua villa di campagna, dove il compositore ha modo di lavorare fino a raggiungere la celebrità. Tuttavia, nonostante il successo, mentre la moglie Nina finisce in manicomio afflitta dalla disperazione e dalla vana speranza di ricevere l'amore del marito, Pëtr cade in un pessimismo sempre più crescente.
Čajkovskij non ha più il solito entusiasmo di vivere e rifiuta la compagnia del conte Anton Shilovsky che non considera più con interesse un compagno di giochi, arrivando per gelosia a sparlare della loro antica amicizia alla von Meck che abbandonerà Pëtr accentuando il suo stato d'animo fino alla depressione. L'unico compagno che non lo lascia mai e che in modo talvolta assai opportunistico affianca Pëtr, è il fratello Modest che non considera e non riesce a capire lo stato sentimentale, né tanto meno le terribili sofferenze di Pëtr. Nella sinfonia "Patetica", Čajkovskij racchiude tutta la sua disperazione; la dirige personalmente riscuotendo un successo strepitoso. Oramai conosciuto in tutta Europa ed America, è all'apice del successo, ma la vita per lui è diventata una continua sofferenza. Pertanto, bevendo coscientemente dell'acqua infetta, si procura il colera che lo conduce alla morte nello stesso modo della madre.

## Produzione
Il film fu prodotto dalla Russ-Arts con un budget stimato di 1.600.000 sterline.
Alcune scene vennero girate alle terme romane di Bath.

## Distribuzione
Nel Regno Unito, distribuito dall'United Artists Corporation, fu presentato in prima a Londra nel dicembre 1970. Il 24 gennaio 1971, venne proiettato in una prima americana a New York e il 19 marzo in Italia.